# 錦糸町パラダイス〜渋谷から一本〜
『錦糸町パラダイス〜渋谷から一本〜』（きんしちょうパラダイス しぶやからいっぽん）は、2024年7月13日（12日深夜）から9月28日（27日深夜）までテレビ東京系列の「ドラマ24」枠にて放送されたテレビドラマ。

## キャスト

### 主要人物
木ノ本大助
演 - 賀来賢人（幼少期：渡部虎ノ介）
掃除屋『整理整頓』の社⻑。
今井裕樹 / 裕ちゃん
演 - 柄本時生（幼少期：吉田奏佑）
『整理整頓』の社員。大助の幼馴染。事故により車椅子生活になる。
奥田一平
演 - 落合モトキ（幼少期：渋谷いるた）
『整理整頓』の社員。大助と裕ちゃんの後輩。誰とでも仲良くなってしまう。
坂田蒼
演 - 岡田将生（小学生時：千葉新、中学生時：宮本琉成）
一匹狼のルポライター。

### 整理整頓
受付嬢
演 - 奥津マリリ（フィロソフィーのダンス）、日向ハル（フィロソフィーのダンス）

### ブラウン喫茶「デルコッファー」
高橋心音
演 - さとうほなみ（幼少期：本保佳音）
デルコッファー店員。大助の恋人。

### FM MOXY
かおる
演 - 光石研
「星降る錦糸町」のDJ。
なみえ
演 - 濱田マリ
「星降る錦糸町」のDJ。坂田蒼の母親。

### 映像制作「リアルフィクション」
安住耕太
演 - 松岡広大
社員。「錦糸町フェス」のドキュメンタリー制作を担当する。
社長
演 - 今井隆文

### まっさんとその関係者
まっさん
演 - 星田英利
駄菓子屋。
谷山明
演 - 井上涼太
まっさんにイジメを相談する中学生。
まっさんの母
演 - 松金よね子

寿命の男
演 - 波岡一喜
250年の寿命を持っている男。
杉田玄白
演 - 六平直政
まっさんの主治医。

### 居酒屋「地元」
女将
演 - MEGUMI

### フィリピンパブ「SALAMATPO（サラマッポ）」
山岸ミカ
演 - 矢野あゆみ（幼少期：加藤葵）
ホステス。心音の幼馴染み。

### 音楽アプリ制作「Fabulous crew（ファビュラスクルー）」
能光順
演 - 浅香航大
社長。
牧田宗治
演 - 橋本淳

荒川洋平
演 - 猪塚健太

### アプリ開発「ミレニアルファルコン社」
平井
演 - 早乙女太一

### 橘家
橘昌幸
演 - 板尾創路
美里の父。
橘和子
演 - 菜葉菜
美里の母。
橘美里
演 - 太田しずく
2012年に小松橋より飛び降り自殺した。

### その他
東海林尊
演 - 忍成修吾

東海林の母
演 - 志水季里子

OL①
演 - 松井愛莉
東海林からのセクハラに悩んでいる会社員。
OL②
演 - 染野有来

アフロ
演 - アフロ（MOROHA）
ラッパー。

遠田貴大
演 - 森岡龍
心音たちと高校の同窓生。大学卒業後に世界を旅して今は入国管理局で働いている。

綾
演 - 清水くるみ
カメラマン志望で東京に出て来た女性。

隆之
演 - 秋元龍太朗
綾にカメラを教えた男性。撮影で海外に行ったきり帰ってこない。

町田麻衣
演 - 山下リオ（14歳時：森美理愛）
幼稚園の先生。

町田美佳子
演 - 美保純
麻衣の母。
町田哲弥
演 - 下総源太朗
麻衣の父。

金子先生
演 - 鈴木杏
大助たちの先輩。

### ゲスト

#### 第1話
みつき、かおり
演 - 木村美月、渡瀬ひかり
Fabulous crewの補助金不正受給の噂をしている女子中学生。
社員
演 - ぎし（第4話・第5話）、みゆ（第2話・第4話・第5話）、るな（第2話 - 第5話）（いずれもばんばんざい）
「リアルフィクション」を辞めてしまう社員たち。

#### 第2話
ミカの母
演 - 竹内芳織（第3話・第4話）

#### 第3話
ホステス
演 - Melanie、Belle.
「サラマッポ」のホステス。
中学生
演 - 小林空叶（葛西瑞希）（第4話・第7話）、椎名遼（池松悠）（第4話・第7話）、松本晃大（山根絢斗）（第4話・第7話）
谷山をイジメる中学生たち。

#### 第4話
不動産屋
演 - 飯塚三の介
心音が内見した物件を担当。
男性
演 - 諫早幸作
置き引きを捕まえる男性。
女性
演 - 竹下かおり
置き引き犯。

#### 第5話
男の子
演 - 渡辺雄大
まっさんの駄菓子屋の客。
社長の妻、娘、息子
演 - 津野祐可、つむぎ、ゆたか

#### 第6話
若者
演 - 土村心愛、宮崎心桜
新ネタのQRコードを見つける。
中学生
演 - 谷水陽南（第7話・最終話）、柴山愛理（第7話・最終話）、磯谷萌々子（第7話・最終話）
橘美里をイジメていた中学生たち。
少年
演 - 沼田陽人（第8話・最終話）
バスケットボールをする少年。

#### 第7話
谷山の母、谷山の父
演 - 桜一花、福田転球

教師
演 - 柴田鷹雄
谷山の担任教師。
ハルト
演 - 古谷佳也
町田麻衣がマッチングアプリ「ラヴリンク」でマッチングした男性。
同僚
演 - 椿弓里奈
つばき幼稚園での町田麻衣の同僚の先生。
保護者
演 - 太田順子、宇都宮五月
つばき幼稚園に子供を通園させている保護者。谷山のモニュメント破壊事件の噂話をしている。
中学生
演 - 歳内王太、高平凛人
QRコードで配信されたモニュメント破壊事件の真相の記事を拡散しようとしている。
園児
演 - 英茉、れいな
町田麻衣を慕うつばき幼稚園の園児。
なお
演 - 堂宮鼓太郎
つばき幼稚園に通う谷山の弟。
- 高山まお

#### 第8話
小学生
演 - 桑原咲希、高松咲空、西尾成央
「おかしのまっさん」の客。

#### 第10話
男性
演 - 好井まさお
中学生の蒼が街で見かけたなみえの男。
男性
演 - 小林リュージュ
錦糸町の路上で通行人に絡む男性。蒼がその模様をネットに投稿する。
教師
演 - 吉橋航也
蒼の中学生の時の担任教師。
同級生
演 - 梅垣然太、田崎怜侍、村山瑛大
蒼をイジメていた小学校時代の同級生。
生徒
演 - 井川梨愛、宇野蓮人
中学生時に蒼が掲示板に貼った“教頭の北川と新任の朝原は不倫している”という貼り紙をみて騒ぐ生徒たち。

#### 最終話
UK
演 - UK（MOROHA）
アフロと共に錦糸町フェスに出演。
出演者
演 - Makani Mae Mae、山口ともこ、Shiho with 伊藤志宏、TRI4TH feat. 青木ケイタ
錦糸町フェス出演者。すべて本人役で劇中テロップのみ。
理学療法士
演 - 上原奈美
裕ちゃんのリハビリを担当。
女の子
演 - 長峰くみ
まっさんの駄菓子屋の客。蒼のことを気に入っている。
- 井出朋春

## スタッフ
- 企画・原案 - 柄本時生、今井隆文、太田勇（テレビ東京）[36]
- 脚本 - 今井隆文、太田勇（テレビ東京）、石黒麻衣[36]
- 全話プロット - 石黒麻衣
- 音楽 - 近谷直之
- 主題歌 - MOROHA「燦美歌」（YAVAY YAYVA RECORDS）[37]
- 音楽協力 - テレビ東京ミュージック
- 撮影協力 - 墨田区、墨田区観光協会、すみだフィルムコミッション、錦糸町を元気にする会、墨田区商店街連合会
- チーフプロデューサー - 祖父江里奈（テレビ東京）[36]
- プロデューサー - 太田勇（テレビ東京）、柄本時生、今井隆文、湊谷恭史[36]
- 監督 - 廣木隆一、太田勇（テレビ東京）、木ノ本浩平[36]
- 制作 - テレビ東京、ダーウィン
- 製作著作 - 「錦糸町パラダイス〜渋谷から一本〜」製作委員会

## 放送日程
| 各話   | 放送日  | サブタイトル         | 脚本                     | 監督       |
| ------ | ------- | -------------------- | ------------------------ | ---------- |
| 第1話  | 7月13日 | 掃除屋の3人と謎の男  | 今井隆文 太田勇 石黒麻衣 | 廣木隆一   |
| 第2話  | 7月20日 | 幼なじみ             | 今井隆文 太田勇 石黒麻衣 | 廣木隆一   |
| 第3話  | 7月27日 | ゆびきりげんまん     | 今井隆文 太田勇 石黒麻衣 | 太田勇     |
| 第4話  | 8月03日 | 最後のミルクコーヒー | 今井隆文 太田勇 石黒麻衣 | 太田勇     |
| 第5話  | 8月10日 | 責任とは?            | 今井隆文 太田勇 石黒麻衣 | 太田勇     |
| 第6話  | 8月17日 | 写真の匂い           | 今井隆文 太田勇 石黒麻衣 | 太田勇     |
| 第7話  | 8月24日 | 過去と現在           | 今井隆文 太田勇 石黒麻衣 | 太田勇     |
| 第8話  | 8月31日 | 不死身の男 前編      | 今井隆文 太田勇 石黒麻衣 | 木ノ本浩平 |
| 第9話  | 9月07日 | 不死身の男 後編      | 今井隆文 太田勇 石黒麻衣 | 木ノ本浩平 |
| 第10話 | 9月14日 | 蒼とまっさん         | 今井隆文 太田勇 石黒麻衣 | 廣木隆一   |
| 第11話 | 9月21日 | もう 大丈夫          | 今井隆文 太田勇 石黒麻衣 | 廣木隆一   |
| 最終話 | 9月28日 | NO錦糸 NOLIFE        | 今井隆文 太田勇 石黒麻衣 | 廣木隆一   |

- 第2話は前日放送のドラマ8『しょせん他人事ですから 〜とある弁護士の本音の仕事〜』（20:00 - 21:09）、及び最終話は前日放送の『所さんの学校では教えてくれないそこんトコロ! スペシャル』（19:55 - 22:09）でそれぞれ拡大放送のため、15分繰り下げられ、0時27分 - 0時57分に放送された。
- 第3話・第5話は前日放送の『スポーツ リアライブ〜SPORTS Real&Live〜』拡大放送（23:58 - 翌0:22）のため、10分繰り下げられ、0時22分 - 0時52分に放送された。
- 第4話は前日放送の『2024年パリオリンピック』（16:45 - 翌0:40）中継のため、1時間28分繰り下げられ、1時40分 - 2時10分に放送された。